# Uitgeverij Muurkranten
Uitgeverij Muurkranten is een uitgever  uit Brugge van muurkranten-affiches, wenskaarten, tekstkaarten, fotokaarten, kalligrafie, wensboekjes, posters en kalenders. De vereniging zonder winstoogmerk stelt zicht tot doel om, langs grafische weg, een inspirerende boodschap te verspreiden over de grote levensvragen. Vanuit een christelijke visie worden beeld en tekst vervlochten tot affiches, kaarten, boekjes, posters. In de loop van de jaren werd een eigen herkenbare stijl ontwikkeld. De publicaties zijn ernstig en diepgaand, of luimig en humoristisch, zonder sensatie of excentriciteit op te zoeken.

## Geschiedenis
In maart 1973 stichtte Jef Mergaert de uitgeverij. Als priester van het Bisdom Brugge was hij net noodgedwongen teruggekomen uit Kisangani (voorheen Stanleystad) in Congo waar hij sinds 1958 muurkranten had gemaakt. Deze affiches, waarvoor hij zich aan Romeinse en Chinese voorbeelden spiegelde, vatte hij op als een hedendaagse manier van geloofsvekondiging, die vooral bestemd was voor jongeren.
In september 1973 werden de eerste drie grote affiches  of ‘muurkranten’ door de uitgeverij ontworpen en verspreid, met de bedoeling regelmatig drie nieuwe affiches te produceren. Op elke affiche werd een korte tekst geplaatst, ondersteund door een sprekende illustratie en gepresenteerd in een originele vormgeving.
De drie kranten hadden elk een specifieke doelstelling:                                  
- de geloofskrant, met als redacteurs opeenvolgend  Herman Boon en Mark Van de Voorde,
- de jeugdkrant, verzorgd door ‘Eigentijdse Jeugd’,
- de actueelkrant, ontworpen door het UM-redactieteam.

Het opzet bestaat erin telkens korte treffende teksten te brengen, ondersteund door een sprekend beeld en gevat in een originele lay-out.
De drie muurkranten verschijnen elk zeven maal per jaar. De redactie bestaat uit Jef Mergaert, Mark Van de Voorde, Antoon Vandeputte, Erika Nechelput en Ludwig Vanderbeke. De vormgeving wordt verzorgd door Charlotte Bassier. Ze worden over het ganse Vlaamse land verspreid en zijn aanwezig in katholieke kerken, scholen, ziekenhuizen en woon- en zorgcentra.
Na korte tijd volgden ook andere uitgaven: tekst- en wenskaarten, posters en boekjes. De verschillende uitgaven werden goed onthaald en konden weldra rekenen op trouwe klanten.
In de jaren 1980 werd een begin gemaakt met de bezinningskaartjes voor Advent, Kerstmis, Vasten en Pasen, met teksten door pater Frans Weerts en  bisschop Eugeen Laridon. Een Muurkranten-werkjaarkalender behoorde weldra tot de traditionele uitgaven. Ook werden wenskaarten gepubliceerd , onder meer voor schoolverlaters, op teksten van Julien Van Remoortere en Jan Ulens.
In de jaren 1990 ging veel aandacht naar kalligrafie. Een creatie van Jezuswoorden werd gerealiseerd in samenwerking met de Amerikaans-Brugse kalligraaf  Brody Neuenschwander.
Voor de te publiceren teksten doet Muurkranten beroep op een reeks auteurs, onder wie Kris Gelaude, Kathleen Boedt, Kolet Janssen, Ruth Uytterhoeven, Marinus van den Berg, Valeer Deschacht, Antoon Vandeputte en Mark Van De Voorde.
In de loop der jaren is de collectie wenskaarten aanzienlijk gegroeid. Het aanbod bestaat uit geïllustreerde kaarten voor alle mogelijke gelegenheden: geboorte en doopsel – communie, vormsel en lentefeest – huwelijk -  jubilea - ziekenzalving – overlijden en deelneming – bedanking -  Vaderdag – Moederdag – kerkelijke hoogdagen -  zinvolle teksten, enz.
De kalender is er jaarlijks in drie varianten: de jaarkalender, de werkjaarkalender en de verjaardagenkalender.
Er zijn ook een groot aantal posters beschikbaar (klein en middelgroot formaat) met als thema’s: dieren – kinderen en baby’s – zwart-witfoto’s – teksten – ‘love & friendship’ - Kerst & Nieuwjaar.
Naast de eenbladige uitgaven (wenskaarten en posters) maakt de uitgeverij ook geschenkboekjes, kalenders en zogenaamde posterbundels.
Uitgeverij Muurkranten telde anno 2012 tien vaste medewerkers en was gevestigd op het industrieterrein Blauwe Toren in Brugge.
Ter gelegenheid van de veertigste verjaardag gaf de uitgeverij een boek uit onder de titel Over geloof. De teksten, bijeengebracht door Jef Mergaert, geïllustreerd met fragmenten van middeleeuwse schilderijen, hebben de bedoeling tot nadenken en meditatie aan te moedigen.

## Manna Kunsthuis

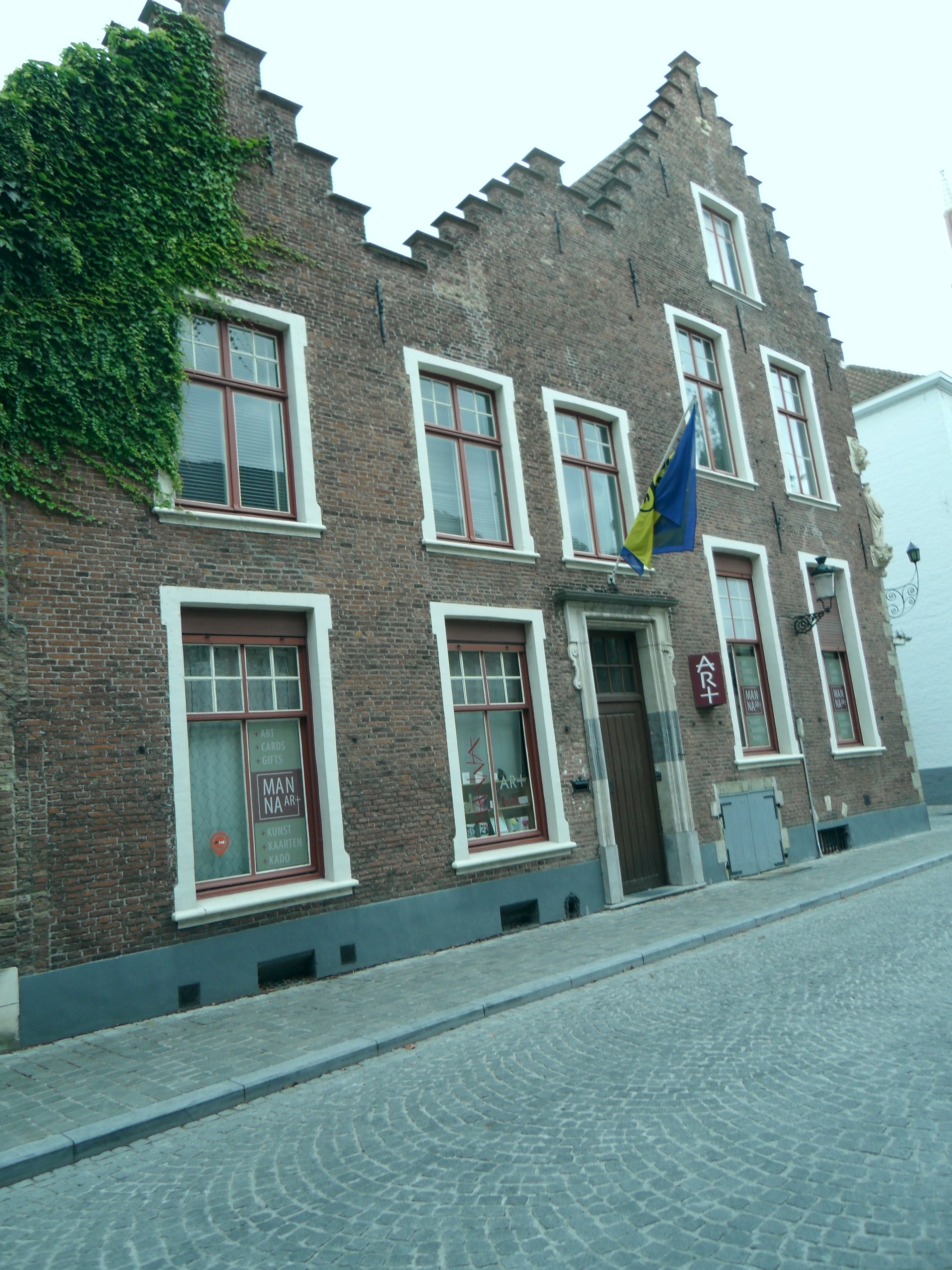
Het Manna Kunsthuis in de H.-Geeststraat

In 2001 kocht de Uitgeverij Muurkranten een zeventiende-eeuws herenhuis aan in de Heilige-Geeststraat in Brugge. Dit pand werd herdoopt tot het  Manna Kunsthuis waar de productie van de uitgeverij te koop aangeboden. Daarnaast worden regelmatig tentoonstellingen gewijd aan het werk van binnenlandse en buitenlandse kunstenaars.